# Manantiales, Guanajuato
Manantiales är en ort i Mexiko.   Den ligger i kommunen San Miguel de Allende och delstaten Guanajuato, i den centrala delen av landet, 250 km nordväst om huvudstaden Mexico City. Manantiales ligger 2 035 meter över havet och antalet invånare är 406.
Terrängen runt Manantiales är kuperad söderut, men norrut är den platt. Runt Manantiales är det ganska tätbefolkat, med 96 invånare per kvadratkilometer. Närmaste större samhälle är El Naranjillo, 20,0 km söder om Manantiales. Trakten runt Manantiales består i huvudsak av gräsmarker.